# Coassolo Torinese
Coassolo Torinese ist eine Gemeinde in der italienischen Metropolitanstadt Turin (TO), Region Piemont.

## Lage und Einwohner
Coassolo Torinese liegt 37 km nordöstlich von Turin im Valli di Lanzo. Das Gemeindegebiet umfasst eine Fläche von 28 km² und hat 1466 Einwohner (Stand 31. Dezember 2023). Die Gemeinde besteht aus den Fraktionen (Frazioni) Airola, Banche, Benne, Bivio Tet, Bogno, Brich, Molar, Case Ferrando, Castiglione, Plassa, Saccona, San Grato, San Nicolao, San Pietro, Togliatti, Vernai, Vauda und Vietti.
Die Nachbargemeinden sind Locana, Corio, Monastero di Lanzo, Balangero und Lanzo Torinese.

### Bevölkerungsentwicklung

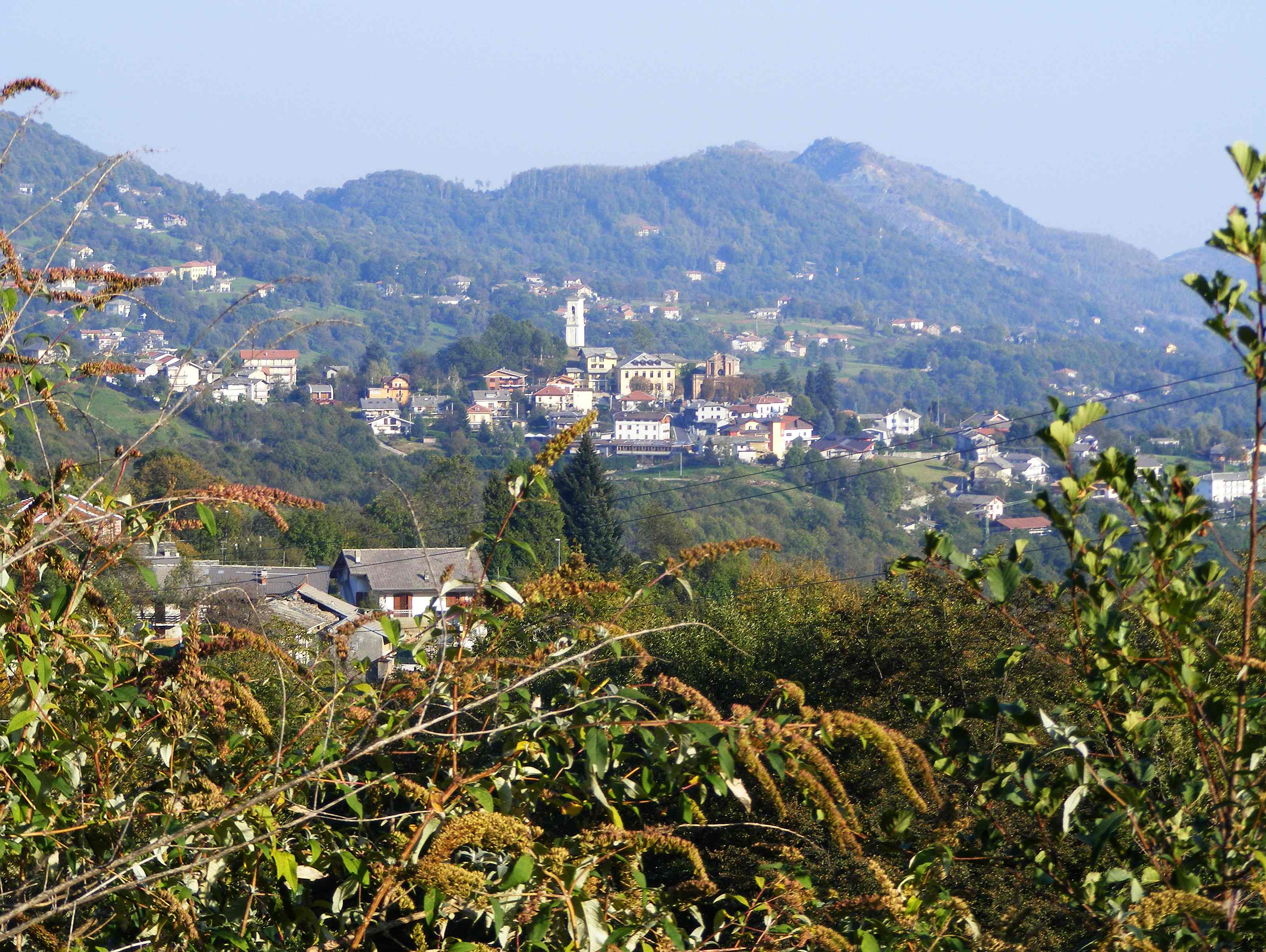
Panorama